# HONEYST
HONEYST（ハニスト、朝: 허니스트）とは、韓国の4人組バンド。2017年5月17日にシングルアルバム「Like You」デビューしたが、2019年に解散。FNCエンターテインメントに所属していた。

## 概要
所属事務所のFNCエンターテインメントよりSF9以来1年ぶりのボーイズグループ。ボーイズバンドとしては、N.Flying以来4年ぶりとなる。
韓国の音楽専門ケーブルテレビMnetで放送されたダンスチーム9人対バンドチーム4人の対決が繰り広げられる新人グループのデビューサバイバル番組『d.o.b』のバンドチームから結成したグループ。ダンスチームはSF9として、2016年に結成された。
グループ名の「HONEYST」は、「HONEY (ハニー)」と「ARTIST (アーティスト)」から来ている。

## 来歴

### 2017年
- 5月、FNCエンターテインメントより、結成することを発表した。
- 5月17日、1stシングルアルバム「Like You」をリリース。タイトル曲「반하겠어 (Like You)」でデビューした。
- 11月22日、2ndシングルアルバム「Someone to Love」をリリース。

### 2019年
- 4月26日、FNCエンターテインメントより、活動計画を模索したが、チーム運営に関連し、メンバー間で意見の違いなどがあり解散することを発表した[4]。

## メンバー
| 本名             | 本名     | 本名   | 本名          | 生年月日              | 出身地              | ポジション・備考                              |
| 仮名             | ハングル | 漢字   | ローマ字      | 生年月日              | 出身地              | ポジション・備考                              |
| ---------------- | -------- | ------ | ------------- | --------------------- | ------------------- | --------------------------------------------- |
| オ・スンソク     | 오승석   | 呉昇錫 | Oh Seung Seok | 1995年6月26日（29歳） | 韓国 全羅北道全州市 | ドラム                                        |
| キム・チョルミン | 김철민   | 金哲敏 | Kim Chul Min  | 1996年3月29日（29歳） | 韓国 ソウル特別市   | メインボーカル、ギター、キーボード            |
| ソ・ドンソン     | 서동성   | 徐東成 | Seo Dong Sung | 1996年4月9日（29歳）  | 韓国 ソウル特別市   | リーダー、ベース、ボーカル 現N.Flyingメンバー |
| キム・ファン     | 김환     | 金歡   | Kim Hwan      | 1996年9月19日（28歳） | 韓国 釜山広域市     | ギター、ボーカル                              |

## ディスコグラフィ

### シングルアルバム
| No. | タイトル                           | 収録曲                                                           | Gaon チャート （週間） | 売上枚数 |
| --- | ---------------------------------- | ---------------------------------------------------------------- | ---------------------- | -------- |
| 1st | Like You （2017年5月17日）         | 1. 반하겠어 (Like You) 2. My Girl 3. 감정 (Be With You)          | 41位                   | 1,490枚  |
| 2nd | Someone to Love （2017年11月22日） | 1. 연애하고싶은데요 (Someone to Love) 2. Tik Tok 3. Feel So Good | 34位                   | 1,011枚  |